# ヘナロ・ペレス・ビジャミル
ヘナロ・ペレス・ビジャミル（Jenaro Pérez de Villaamil y d'Huguet、1807年2月3日 – 1854年6月5日）はスペインの画家である。ロマン主義の画家で、建物のあるスペインの風景を主に描いた。

## 略歴
スペイン北西部ガリシア州のフェロルに生まれた。1812年に父親が教授を務めるサンティアゴ・デ・コンポステーラの士官学校に入学し、父親の助手も務めた。1820年にマドリードに移り王立サン・イシドロ研究所(Reales Estudios de San Isidro) でも学んだ。スペイン立憲革命の後の1823年に陸軍の軍人として、カディスに派遣され、革命に干渉するためにフランス王ルイ18世が派遣した軍隊と戦い「トロカデロの戦い」で敗れ、負傷し捕虜になった。しばらくカディスに留まり、カディスの美術学校で学んだ。
1830年に兄弟の一人で画家になったホセとと一緒にプエルトリコのサンフアンに移り、サンファンの劇場(Teatro Tapia)の装飾画を描き、しばらく、サンファンに滞在し舞台美術の仕事をした。1833年にスペインに戻り、その頃スペインを訪れていたスコットランドの風景画家、デヴィッド・ロバーツと知り合い影響を受けた。
1834年からマドリードに住み、翌年、王立サン・フェルナンド美術アカデミーの会員に選ばれた。1840年に当時10歳であった女王イサベル2世の宮廷画家の称号を得た。クーデターを経て執政となったバルドメロ・エスパルテロの時代は、スペインを出てフランスやベルギーに住んだ。1842年から、版画集「スペインの芸術とモニュメント(España artística y monumental: vistas y descripción de los sitios y monumentos más notables de España)」の出版を始めた。ヨーロッパを旅して1845年にスペインに戻り、王立サン・フェルナンド美術アカデミーの校長に任じられ、風景画を教えた。。
1852年に体調を崩すまでスペイン各地を旅し、風景を描いた 。マドリードで47歳で没した。

## 作品

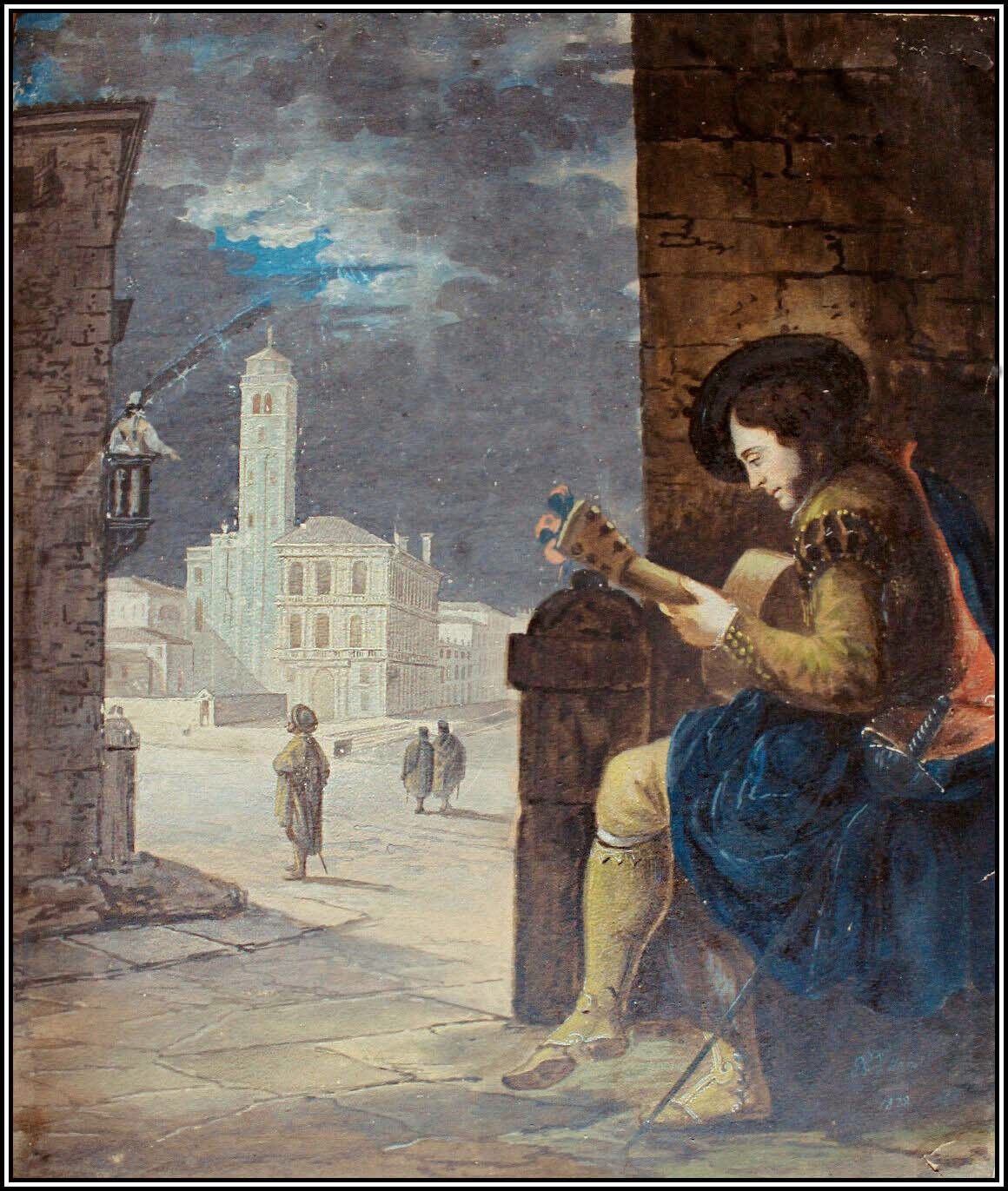
ギター奏者 (1828)
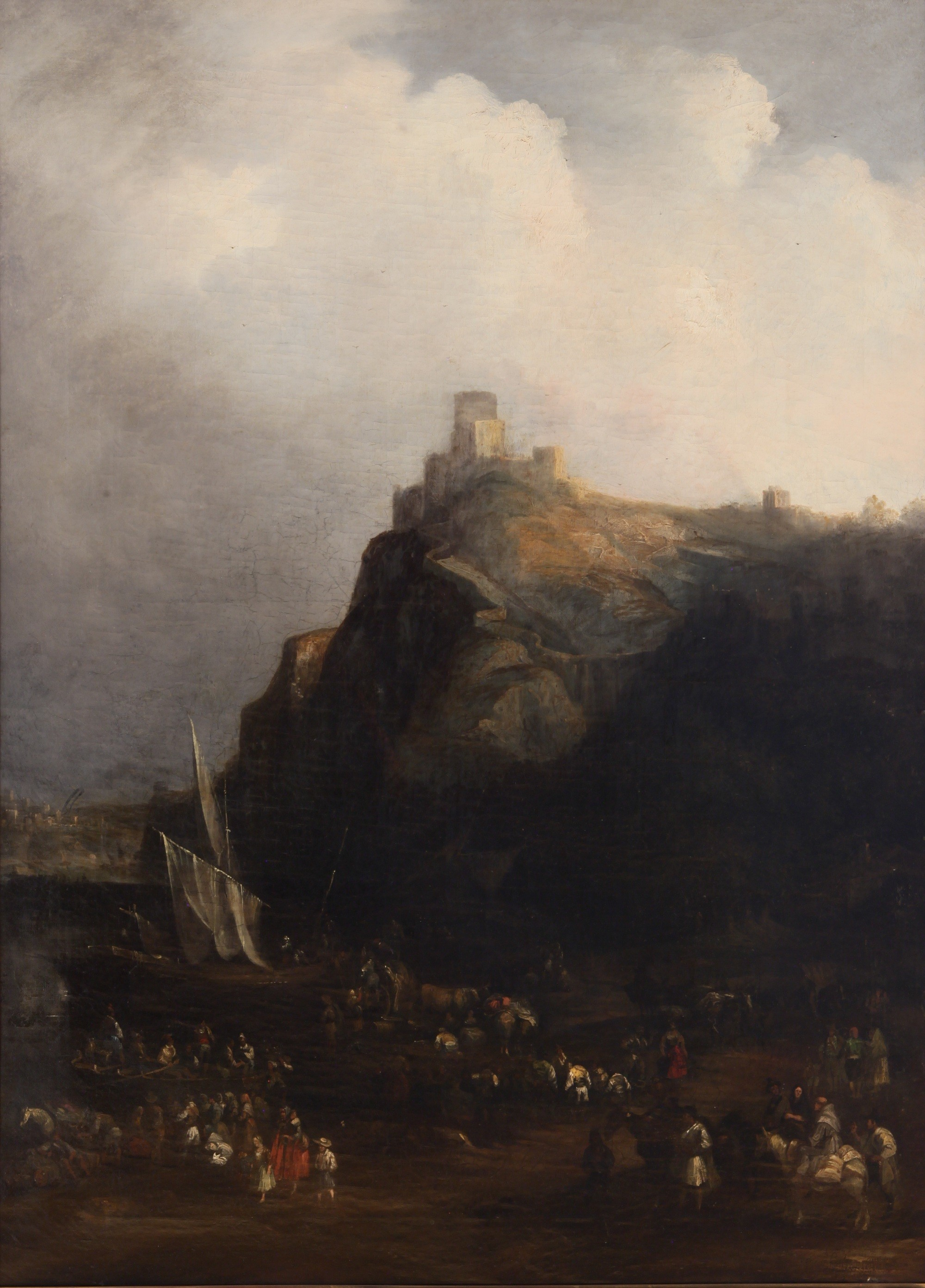
ガウシン城
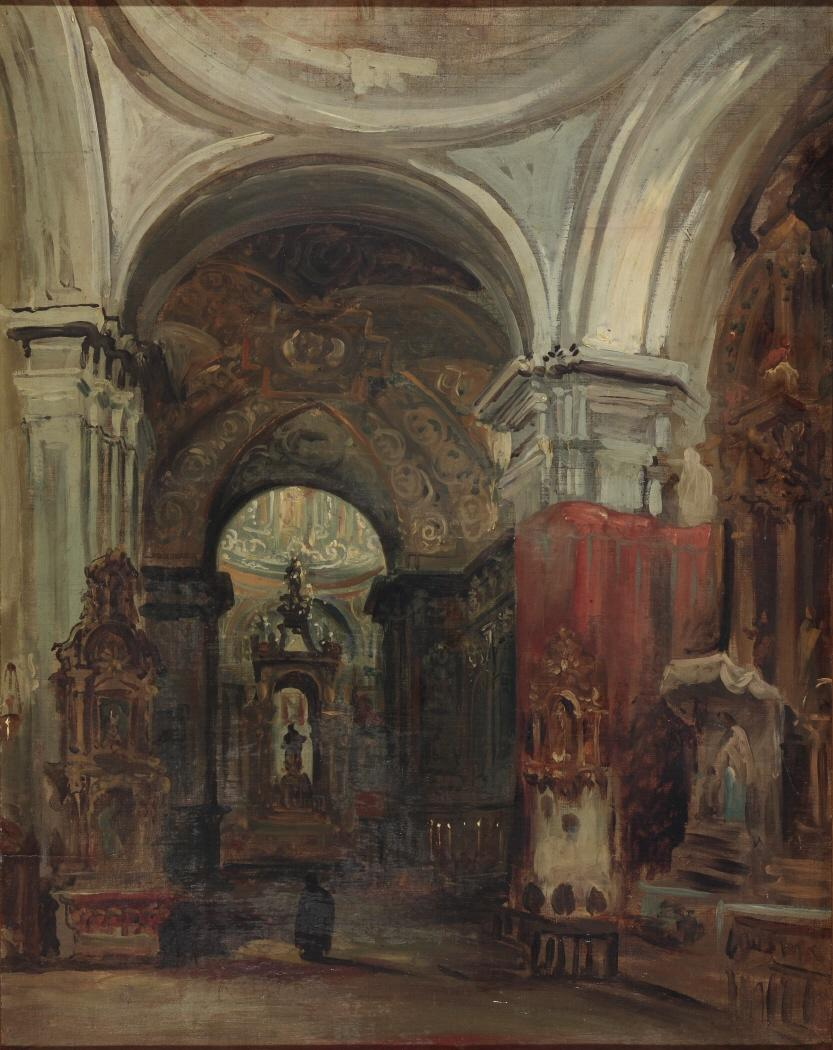
マドリードのサン・イシドロ礼拝堂 (1843) ロマン主義博物館 (マドリード)蔵
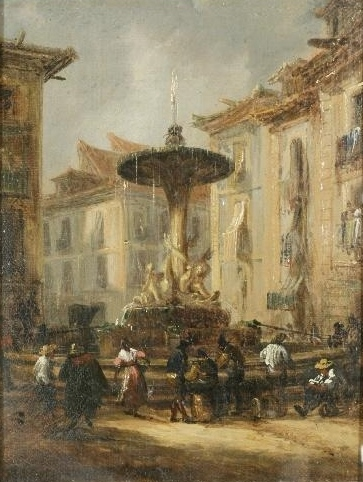
モンテラ通りのイザベル2世の噴水 (1935)

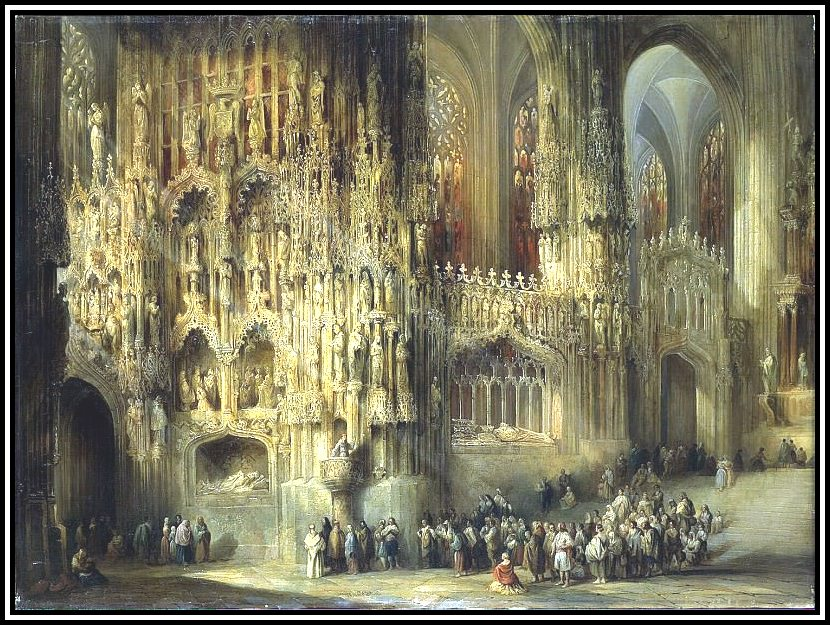
ヘレス・デ・ラ・フロンテーラの聖ミゲル教会内部
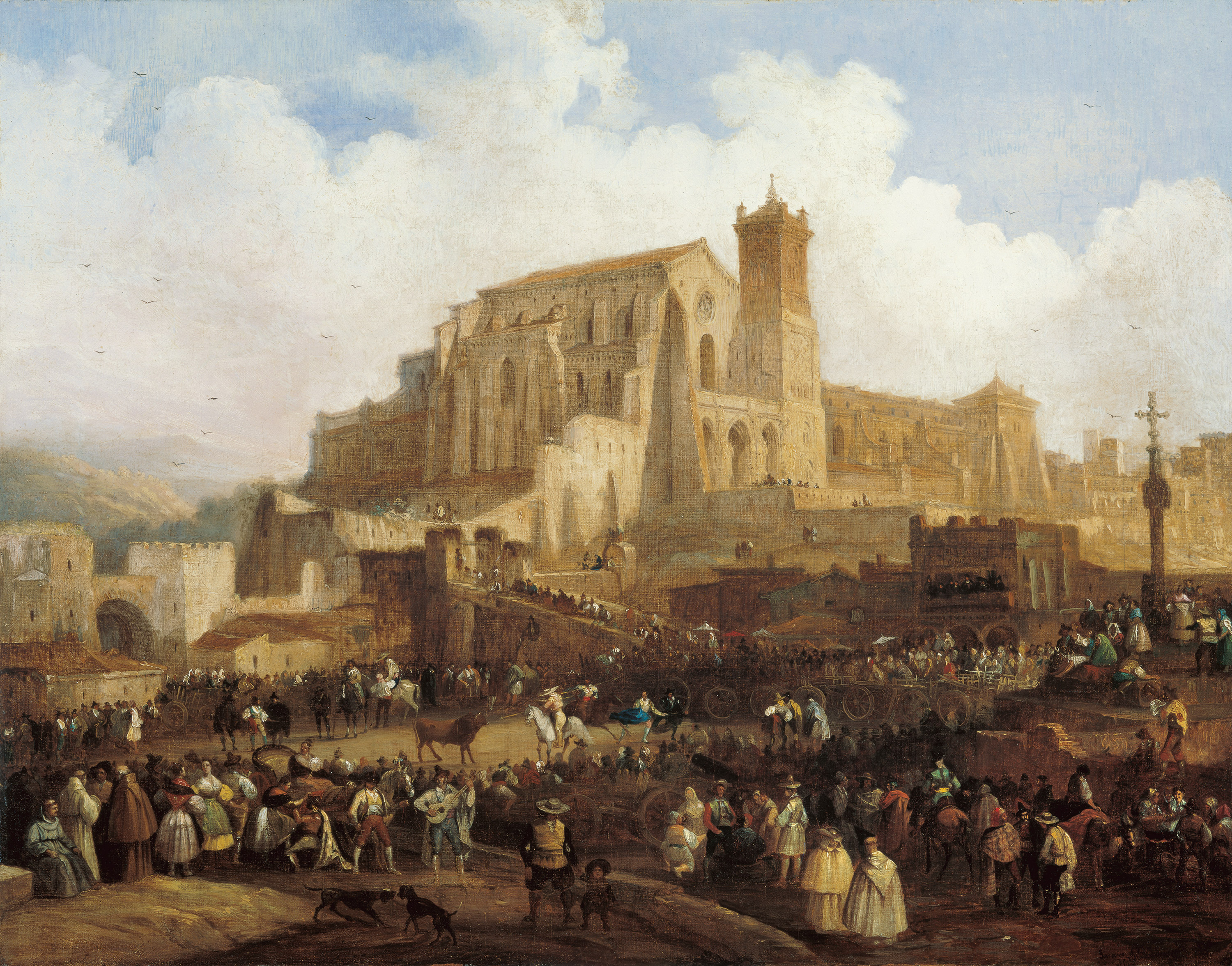
闘牛 (1838)
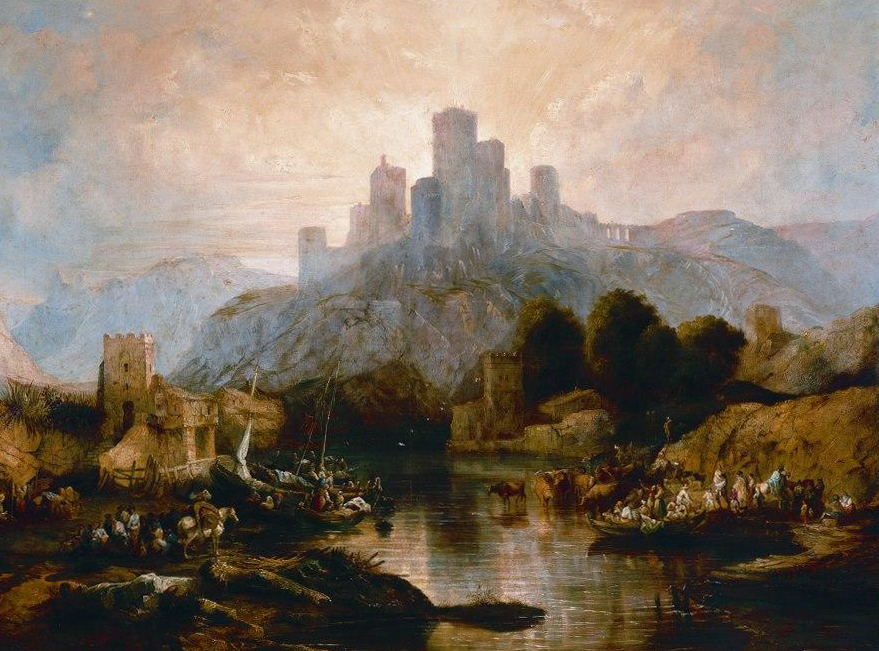
アルカラ・デ・グアダイラの城

## 著作
- Jenaro Pérez de Villaamil, with text by Patricio de la Escosura: España artística y monumental: vistas y descripción de los sitios y monumentos más notables de España. París: Alberto Hauser (Imprint of Fain & Thunot); Vol.I 1842, Vol.II 1844, Vol.III 1850

## 関連文献
- Fernández Malaval, Pastor Cerezo, Dibujos de Jenaro Pérez Villaamil, Comunidad de Madrid; 2001. ISBN 84-451-1994-X